# İsmətli
İsmətli è un comune dell'Azerbaigian situato nel distretto di Biləsuvar. Conta una popolazione di 3 622 abitanti.